# STS-129
|  | Denne artikel handler om en mission i rumfærge-programmet. For informationer om programmet se rumfærge-programmet. |
STS-129 (Space Transportation System-129) var rumfærgen Atlantis's 31. og næstsidste rummission og blev indledt med opsendelsen d. 16. november 2009 klokken 14:28 pm EST lokal tid (20:28 dansk tid) . Atlantis landede d. 27. november 2009 9:44 a.m. EST (15:44 dansk tid).
Missionen medbragte forsyninger til Den Internationale Rumstation (ISS). Astronauter udførte vedligeholdelsesreparationer på rumstationen og ExPRESS Logistics Carriers (ELC 1) og (ELC 2) blev opsat på rumstationens yderside. Et besætningsmedlem blev transporteret hjem, hvilket var sidste gang rumfærgen blev anvendt til at udskifte ISS-besætningsmedlemmer. Tre rumvandringer blev udført for at fuldføre arbejdet.
Det var den sjettesidste rumfærge-flyvning og rumfærgen medbragte reservedele til fremtidig brug på rumstationen ISS. ExPRESS Logistics Carriers indeholdt vigtige komponenter som ikke kan transporteres til rumstationen når rumfærgerne ikke længere er i drift.

## Besætning
- Charles Hobaugh (kaptajn)
- Barry Wilmore (pilot)
- Leland Melvin (1. missionsspecialist)
- Randolph Bresnik (2. missionsspecialist)
- Michael Foreman (3. missionsspecialist)
- Robert Satcher (4. missionsspecialist)

Hjemflyvning:
- Nicole Stott – ISS Ekspedition 21

## Missionen
Atlantis blev opsendt fra Kennedy Space Center i Florida d. 16. november 2009 .
På missionens anden dag blev varmeskjoldet undersøgt for mulige skader, siden Columbia-ulykken er det en obligatorisk
del af rumfærgeflyvningerne at undersøge varmeskjoldet. De endelige resultater af undersøgelserne foreligger dage senere.
På missionens tredje dag ankom rumfærgen til rumstationen og sammenkobling fandt sted . Nicole Stott blev herefter en del af rumfærgebesætningen som hun skal flyve hjem med ved missionens afslutning. Med en robotarm flyttede besætningen ELC 1 fra rumfærgens lastrum til en placering på rumstationens tværbom kaldet P3. P3 er roden af bagbords sides drejelige solcellevinger. De andre ELC'ere monteres på den modstående S3 – ELC 2 d. 21. nov. 2009, ELC 3 med STS-132 og ELC 4 med STS-134.
Michael Foreman og Robert Satcher fuldførte missionens første rumvandring på fjerde dag. Rumvandringen varede 6 timer og 37 minutter. Om natten blev besætningen vækket af en alarm pga. en mulig utæthed i rumstationen, det viste sig at være en falsk alarm og eneste gene var ekstra arbejde og afbrudt søvn .
- Robert Satcher på EVA 1
- Michael Foreman EVA 1

Missionens femte dag var i planlægning tiltænkt yderligere undersøgelse af rumfærgens varmeskjold, men der var ikke behov for en ekstra undersøgelse. Det meste af dagen blev brugt til overførsel af fragt mellem rumfærge og rumstation. Der blev også udført aktiviteter med rumfærgens robotarm med ELC 2 og afholdt mediekonferencer. Om natten blev besætningen endnu en gang vækket af falsk alarm .
Årsagen til de falske alarmer menes at være forårsaget af det russiske modul Poisk der ankom til rumstationen d. 12. november   .
En andet problem på rumstationen er vandrensningsanlægget der ankom med STS-126, anlægget har genereret for lidt vand til at dække behovet på rumstationen. Der var tale om at overføre vand fra rumfærgen til stationen og måske transportere anlægget tilbage jorden for nærmere undersøgelse og det blev besluttet at tage dele af systemet med  .
Først på på sjettedagen blev ELC 2 ført til sin endelige plads på S3, dette blev gjort med rumstationens robotarm. Michael Foreman og Randolph Bresnik fuldførte missionens anden rumvandring, rumvandringen startede senere end planlagt pga. alarmen, rumvandringen varede 6 timer og 8 minutter. De satte bl.a. en antenne på Columbusmodulet og nåede at lave ekstra opgaver da de blev færdige før tid  .
- Foreman og Bresnik på EVA 2
- Robert Satcher hjælper de to astronauter inde fra rumstationen
- Den Internationale Rumstation

Missionens syvende dag var en delvis hviledag med mediekonferencer og forberedelser til missionens sidste rumvandring. Randolph Bresnik fik besked om at hans hustru havde født en datter aftenen før  .
Turens sidste rumvandring blev udført af Robert Satcher og Randolph Bresnik. En ilttank blev løftet ud af ELC-2 med en robotarm, astronauterne satte ilttanken på luftsluse-modulet Quest. Rumvandringen varede 5 timer og 45 minutter.
.
- Atlantis ses under Canadarm2 og Columbusmodulet
- Randolph Bresnik

Missionens niende dag var en delvis hviledag med mediekonferencer og klargøring af rumfærgen til afsked med rumstationen .
Lugen mellem rumfærgen og rumstation blev forseglet. Endnu en tilsyneladende falsk alarm gik i gang på rumstationen, men denne gang fra Kibo-laboratoriet, NASA mener støv er årsag til de falske alarmer.
På missionens tiende dag blev Atlantis frakoblet rumstationen og var på vej mod Jorden. Ved den sidste kontrol af varmeskjoldet blev der endvidere undersøgt hvorvidt det vand der var blev tømt ud af rumfærgen havde sat sig som is på fartøjet. 
Missionens ellevte dag var Thanksgiving, astronauterne om bord på Atlantis fik kalkun. NASA mente at rumfærgens varmeskjold var i god stand til landing, pilot og kaptajn fuldførte nogle test og besætningen forberedte til landing.
Atlantis landede d. 27. november 2009 9:44 a.m. EST (15:44 dansk tid) på Kennedy Space Center.
Tidsplan
1. dag – Opsendelse fra KSC 
2. dag – Undersøgelse af varmeskjold 
3. dag – Ankomst og sammenkobling rumfærge/rumstation. Opsætning af ELC 1 på P3 med robotarm 
4. dag – Første rumvandring: Michael Foreman og Robert Satcher monterer S-band Antenna
5. dag – Hvis der var behov for yderligere undersøgelse af varmeskjoldet udførtes dette 
6. dag – Anden rumvandring: Michael Foreman og Randolph Bresnik. Opsætning af ELC 2 på S3 
7. dag – Hviledag 
8. dag – Tredje rumvandring: Robert Satcher og Randolph Bresnik. En ilttank blev løftet ud af ELC og placeret ved luftslusen 
9. dag – Mediekonferencer + hviledag 
10. dag – Frakobling + undersøgelse af varmeskjold 
11. dag – Forberedelse til landing 
12. dag – Landing KSC 

## Nyttelast
ExPRESS Logistics Carriers (ELC)
ExPRESS Logistics Carriers (ELC 1) og (ELC 2) er containere der skal opsættes på rumstationens yderside. Containerne er til opbevaring af reservedele med bl.a. tanke med forskellige gasarter; ilt, nitrogen og ammoniak, samt gyroskoper.
S-band Antenna Support Assembly (SASA)
S-båndsantennen skal benyttes til kommunikation med Tracking and Data Relay Satellite systemet.
Eksperimenter med invertebrater
Eksperiment med sommerfuglelarver, for at se voksne sommerfugles tilpasningsevne til et vægtløst miljø, og et eksperiment med rundorme for at undersøge muskelsvind i rummet .
- ELC 1 og ELC 2 i lastrummet på Atlantis
- Klargøring af ExPRESS Logistics Carriers
- Rumfærgen Atlantis på rampen
- Rumfærgen Atlantis på vej mod Den Internationale Rumstation på mission STS-129. Jorden ses bagved rumfærgens lastrum og motorer. Billedet er taget af en astronaut om bord.

Hovedartikler: